# Jerzy Datka
Jerzy Datka – polski chemik, profesor nauk chemicznych.

## Życiorys
W 1972 r. obronił pracę doktorską, w 1982 r. habilitował się. W 1992 r. uzyskał tytuł profesora nauk chemicznych. Pracował w Zakładzie Chemii Nieorganicznej na Wydziale Chemii Uniwersytetu Jagiellońskiego. Jest promotorem dziewięciu prac doktorskich.

## Odznaczenia
- Krzyż Kawalerski Orderu Odrodzenia Polski (2009)[3]
- Złoty Krzyż Zasługi (1998)[4]